# Ellis Plummer
Ellis Kane Plummer (* 2. September 1994 in Audenshaw) ist ein ehemaliger englisch-jamaikanischer Fußballspieler.

## Karriere

### Verein
Ellis Plummer begann seine Karriere bei Stockport County. Im Alter von elf Jahren kam er in die Youth Academy von Manchester City. Sein Debüt als Profi gab er jedoch während einer Leihe zum englischen Drittligisten Oldham Athletic am 1. Dezember 2013 gegen Bradford City. Danach wurde er von Juli bis September 2014 an den schottischen Erstligisten FC St. Mirren verliehen. Nach seiner Rückkehr nach Manchester, blieb ihm ein Einsatz in der ersten Mannschaft weiterhin verwehrt. Er spielte bis zum Jahr 2017 meist in der Premier Reserve League. Nach elf Jahren bei Manchester City wechselte er im August 2017 zum FC Motherwell. Dort spielte er im folgenden Jahr wegen anhaltendem Verletzungspech nur zwei Mal im Pokal und beendete kurze Zeit später seine aktive Karriere.

### Nationalmannschaft
Ellis Plummer kam im Jahr 2010 zu insgesamt elf Einsätzen für die U-16- sowie der U-17-Nationalmannschaft von England.